# مانويل كارلوس
مانويل كارلوس (بالبرتغالية: Manoel Carlos‏) هو كاتب برازيلي، ولد في 14 مارس 1933 في ساو باولو في البرازيل.

## وصلات خارجية
- مانويل كارلوس على موقع IMDb (الإنجليزية)
- مانويل كارلوس على موقع قاعدة بيانات الفيلم (الإنجليزية)